# Трефілов Володимир Олександрович
Володи́мир Олекса́ндрович Трефілов (рос. Владимир Александрович Трефилов; 16 січня 1949, Іжевськ) — російський учений-філософ і релігієзнавець, завідувач кафедрою філософії та гуманітарних наук Іжевської державної медичної академії, один з авторів класичного університетського підручника «Основи релігієзнавства». Також відомий як художник і поет.

## Біографія
Народився 16 січня 1949 року в Іжевську, в родині наукового працівника. У 1970 році закінчив історичний факультет УДПІ, у 1979 році — аспірантуру на філософському факультеті МДУ. З 1975 року працює в ІДМА. Завідує кафедрою філософії та гуманітарних наук з 1991 року. Є автором більше 50 наукових робіт. У 1992 році вчився в Америці.
Трефілов є членом Науковії Ради Музею імені Калашникова і читає в музеї цикл лекцій «Геополітика та військова історія». Опублікував збірку сонетів «Зерно Вогню» (1989), є головою неформальної творчої організації «Союз літераторів Удмуртії». Як художник працює в області живопису та графіки. Має міжнародний сертифікат викладача йоги, керує секцією інтегральної йоги.

### Картини про Нью-Йорк

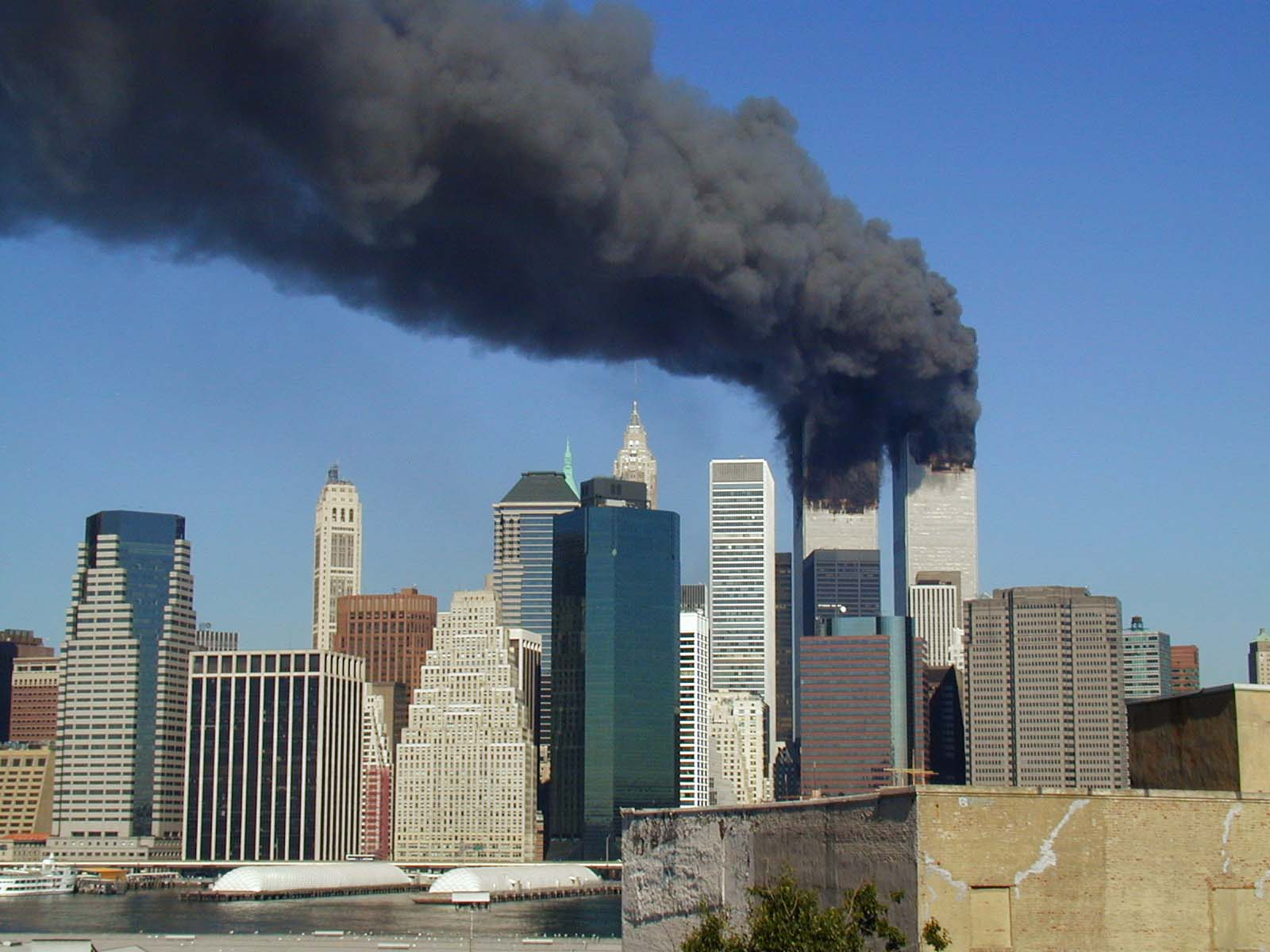
Терористичний акт 11 вересня 2001 року

Трефілов розповів, що в 1992 році він учився в США і якось на початку грудня, оглядаючи під час прогулянки околиці Манхеттена, поглянув на «цих дві величезні висотки». І тоді він раптом подумав про крихкість цих демонстративних проявів технічного прогресу, «несподівано для себе  уявивши, як вони палають і рушаться».

Він говорить, що, можливо, за цим було відчуття тривоги з приводу уразливості цивілізації, буття, всесвіту… Він ставив, що, мабуть, спрацювала інтуїція… Коли він повернувся до Іжевська, він намалював «чотири варіанти цього, як нині стали часто повторювати, апокаліпсису». Першу картину Трефілов закінчив в 1996 році, назвавши її «Ангол Безодні». У 1997 році з'явилася друга, під назвою «Зоря Полин».
14 вересня 2001 року газета «День» писала:

У галереї «Грифон» відкрилися дві виставки: фотовиставка Юрія Роста, присвячена вісімдесятиліттю з дня народження Андрія Сахарова, і виставка Володимира Трефілова, під назвою «Апокаліпсис XXI століття». Другу виставку планували показати в листопаді, але у зв'язку з подіями 11 вересня в Нью-Йорку Володимир Трефілов терміново організував показ своїх картин 12 вересня, ставивши, що вони найбільше відповідають сьогоднішній дійсності. На картині «Зоря Полин», написаною в 1997 році, змальована свастика, що розгортається над Манхеттеном, в пелюстках якої знаходяться космічні символи та кабалістичні знаки. Передбачення страшних подій в Америці фахівець по релігійної філософії Володимир Трефілов пояснює так: «Я зрозумів, що це повинно статися тут, коли стояв біля статуї Свободи й дивився на Манхеттен».